# Talisay (Camarines Norte)
Talisay è una municipalità di quinta classe delle Filippine, situata nella Provincia di Camarines Norte, nella Regione del Bicol.
Talisay è formata da 15 baranggay:
- Binanuaan
- Caawigan
- Cahabaan
- Calintaan
- Del Carmen
- Gabon
- Itomang
- Poblacion
- San Francisco
- San Isidro
- San Jose
- San Nicolas
- Santa Cruz
- Santa Elena
- Santo Niño